# Столовицька сільська рада
Столовицька сільська́ ра́да (біл. Сталовіцкі сельсавет) — адміністративно-територіальна одиниця у складі Барановицького району Берестейської області Білорусі. Адміністративний центр сільської ради — село Столовичі.

## Історія
26 червня 2013 року до складу Столовицької сільської ради була включена низка населених пунктів та землі ліквідованої Ковпеницької сільської ради (села Антоново, Велика Ковпениця, Мала Ковпениця, Новий Світ) та усі населені пункти Міденевицької сільської ради.

## Склад ради
Населені пункти, що підпорядковувалися сільській раді станом на 2009 рік:
| Населений пункт  | Тип    | Населення, осіб (2009) |
| ---------------- | ------ | ---------------------- |
| Антоново         | село   | 276                    |
| Велика Ковпениця | село   | 858                    |
| Великі Гатище    | село   | 53                     |
| Домашевичі       | село   | 83                     |
| Загір'я          | село   | 21                     |
| Заосся           | село   | 18                     |
| Запілля          | село   | 56                     |
| Новики           | село   | 11                     |
| Костричник       | селище | 368                    |
| Круглики         | село   | 1                      |
| Мала Ковпениця   | село   | 751                    |
| Новий Світ       | село   | 44                     |
| Мелеховичі       | село   | 30                     |
| Михновщина       | село   | 6                      |
| Міденевичі       | село   | 117                    |
| Нові Войковичі   | село   | 33                     |
| Поленичиці       | село   | 126                    |
| Стайки           | село   | 458                    |
| Старі Войковичі  | село   | 8                      |
| Столовичі        | село   | 758                    |
| Судари           | село   | 25                     |
| Торчиці          | село   | 32                     |
| Тюкантовичі      | село   | 141                    |

## Населення
За переписом населення Білорусі 2009 року чисельність населення сільської ради становило 1674 особи.

### Національність
Розподіл населення за рідною національністю за даними перепису 2009 року:
| Національність            | Осіб | Відсоток |
| ------------------------- | ---- | -------- |
| білоруси                  | 1507 | 90,02 %  |
| росіяни                   | 74   | 4,42 %   |
| поляки                    | 59   | 3,52 %   |
| українці                  | 23   | 1,37 %   |
| молдовани                 | 4    | 0,24 %   |
| словаки                   | 2    | 0,12 %   |
| національність не вказана | 2    | 0,12 %   |
| литовці                   | 1    | 0,06 %   |
| удмурти                   | 1    | 0,06 %   |
| естонці                   | 1    | 0,06 %   |
| Разом                     | 1674 | 100 %    |